# Kafr Amma
Kafr Amma (arab. كفر عمة) – wieś w Syrii, w muhafazie Aleppo. W 2004 roku liczyła 1781 mieszkańców.